# Rian Hughes
Rian Hughes (* 1963) ist ein britischer Grafikdesigner, Illustrator, Comic-Künstler und Schriftsteller.

## Werdegang
Hughes studierte am London College of Printing. Zu seinen bekanntesten Grafikdesigns zählen zahlreiche Satzschriften, Logos für Batman, X-Men, Superman, The Avengers und James Bond sowie das Albumcover für Ultravox’ Moments from Eden. 2002 erschien die retrospektive Monografie Device, und im Jahr darauf fand in der Londoner Conningsby Gallery eine Einzelausstellung seiner Designs statt.
Zusammen mit dem Comic-Szenaristen John Freeman brachte Hughes 1989 die Graphic Novel The Science Service heraus. Die retro-futuristische Gestaltung dieser im Jahr 2051 angesiedelten Science-Fiction-Geschichte ist am Art déco angelehnt. In den folgenden Jahren arbeitete er u. a. mit Alan McKenzie, Grant Morrison, Mark Millar und Peter Hogan an weiteren Comic-Serien und Graphic Novels zusammen. 2008 illustrierte Hughes die Kinderbuchserie Ugenia Lavender von Geri Halliwell.
2020 veröffentlichte Hughes seinen Debütroman XX, in dem es um die Auswirkungen eines außerirdischen Signals auf die Erde geht. In diesem knapp 1000-seitigen Roman arbeitet er mit zahlreichen grafischen Effekten und mit fiktiven Zeitschriftenartikeln, Protokollen sowie einem Binnenroman des erfundenen Science-Fiction-Autors Herschel Teague. Auch sein zweiter Roman The Black Locomotive enthält zahlreiche grafische Elemente, die als integraler Bestandteil der Geschichte mit der Erzählperspektive wechseln.

## Auszeichnungen
- 1996 Campaign Press Awards Silver[8].
- 2000 Merit Award from the New York Art Director’s Club[8]
- 2013 Communication Arts Award of Excellence[8]

## Publikationen (Auswahl)

### Romane
- XX: A Novel, Graphic.  Picador, 2020 ISBN 978-1-5290-2057-1
- The Black Locomotive. Picador, 2021 ISBN 978-1-5290-7442-0

### Comics und Graphic Novels
- The Science Service. Skript von John Freeman. ACME/Eclipse, 1989, ISBN 0-913035-86-6
- Dare: The Controversial Memoir of Dan Dare. Skript von Grant Morrison. Macdonald, 1991 ISBN 1-85386-211-8
- Tales from Beyond Science. Skripte von Mark Millar, Alan McKenzie und John Smith. Image Comics, 2012 ISBN 1-60706-471-5

### Sachbücher und Bildbände
- Device : “art, commercial”. Die Gestalten Verlag, 2002 ISBN 978-3-931126-86-5
- Cult-Ure: Ideas Can Be Dangerous. Carlton Books, 2011 ISBN 978-1-906863-28-9
- Logo-a-gogo: Branding Pop Culture. Gingko Press, 2018 ISBN 978-0-9933374-2-0

### Illustrationen
- Ugenia Lavender von Geri Halliwell. Macmillan Children’s Books, 2009 u. a. ISBN 978-0-330-45425-4